# Skred
Skred est application de messagerie instantanée sécurisée gratuite fondée par Pierre Bellanger (fondateur de Skyrock et de Skyrock.com) fonctionnant sans serveur centralisé sur le principe de pair à pair.

Il existe des clients pour smartphones Android et iOS.

## Historique
En 2021 lors de son lancemeent, Skred est fondée sur l'application de messagerie instantanée Twinme en marque blanche. Les applications de messagerie instantanée Skred et Twinme ont fusionné le 25 février 2022.